# Мечеть Йылдыз Хамидие
Мечеть Йылдыз Хамидие (тур. Yıldız Hamidiye Camii), также называемая мечетью Йылдыз (тур. Yıldız Camii) — османская имперская мечеть, расположенная в квартале Йылдыз района Бешикташ в Стамбуле, по дороге к дворцу Йылдыз.

## История
Мечеть была построена по заказу османского султана Абдул-Хамида II между 1884 и 1886 годами по проекту представителя династии армянских архитекторов Османской империи Саркиса Бальяна. По другим источникам, архитектором здания выступил грек Николаидис Джелпуйло. В архитектурном плане представляет собой прямоугольное здание, совмещающее черты неоготики и классические османские мотивы, с одним минаретом. В интерьере использовался мавританский стиль с андалузским влиянием, который был популярным среди османской элиты в те годы. Главный зал украшает большая люстра, которая является подарком кайзера Вильгельма II. Купол мечети внутри ярко-синий, расписан золотыми звёздами и коранической надписью из суры Аль-Ихляс. Кораническая каллиграфия внутри мечети написана в куфическом стиле. Бронзовая колонна, построенная Абдул-Хамидом II на площади Марджех в Дамаске, имеет на вершине копию мечети Йылдыз.
После постройки мечеть использовалась султаном Абдул-Хамидом II для совершения пятничных молитв, в отличие от его предшественников, которые для этого выбирали собор Святой Софии, Сулеймание или мечеть Султана Ахмеда. 21 июля 1905 года члены Армянской революционной федерации попытались убить Абдул Хамида II, заложив бомбу в конной повозке перед Йылдыз Хамидие. Ввиду того, что султан вышел из мечети на несколько минут позже запланированного из-за беседы с шейхом аль-исламом Мехмедом Джемаледдином-эфенди, бомба взорвалась, не причинив ему вреда, но погибли находящиеся рядом 26 человек, и ещё 58 получили ранения. Предпосылками для покушения послужили события гамидовской резни и антиармянская политика султана Абдул-Хамида II.
После свержения Абдул-Хамида II во время Младотурецкой революции в 1909 году Йылдыз Хамидие продолжала оставаться главной султанской мечетью города во время Первой мировой войны, где султаны Мехмед V и Мехмед VI совершали пятничные молитвы. После создания Турецкой Республики в 1924 году и переноса столицы в Анкару мечеть Йылдыз пришла в запустение. В 2013 году была начата реконструкция мечети, продолжавшаяся четыре года и стоившая 27 миллионов турецких лир (7,6 миллионов долларов). 4 августа 2017 года мечеть была вновь открыта президентом Реджепом Тайипом Эрдоганом.